# 下諾伊恩多夫湖

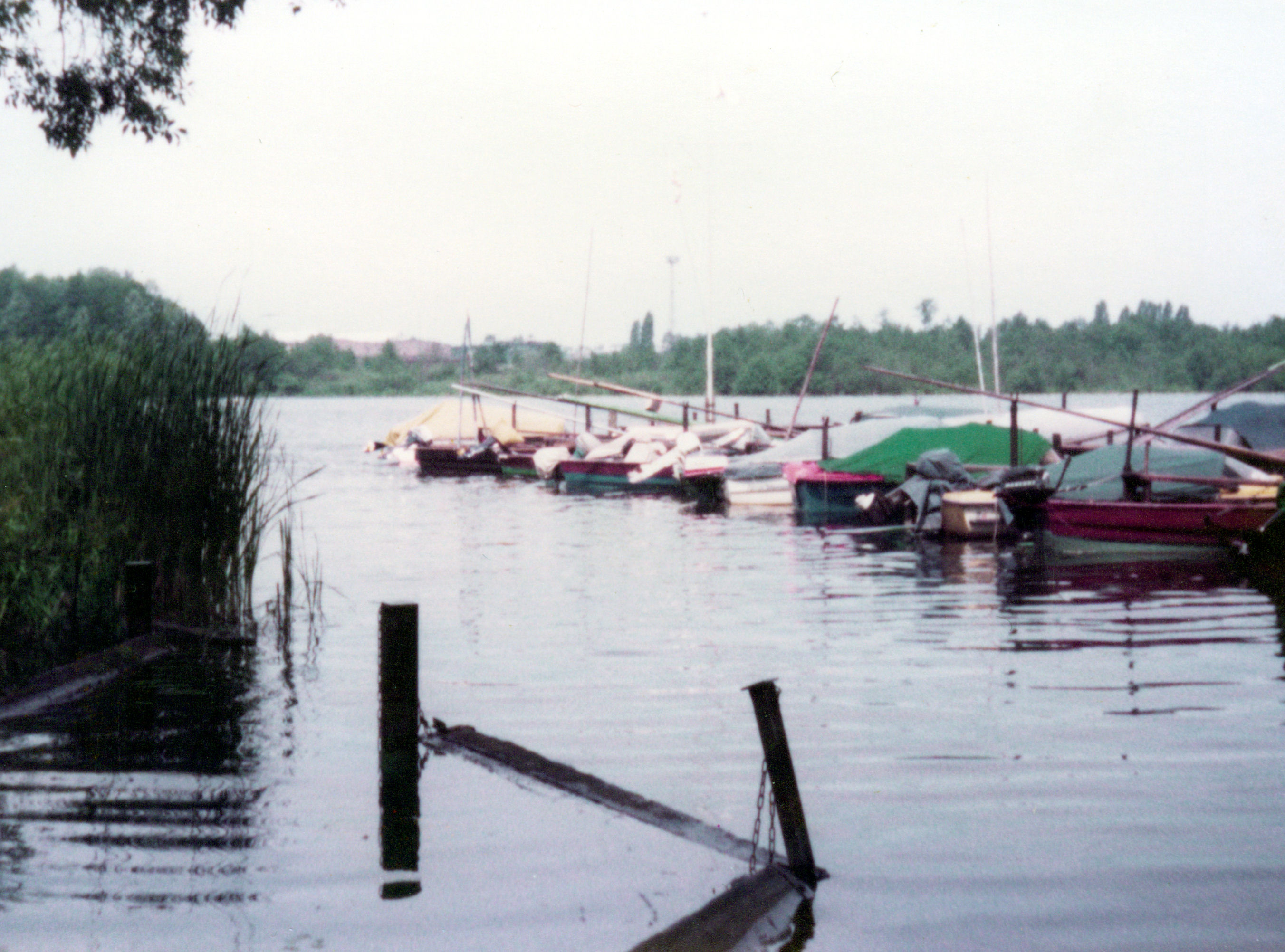

52°36′46″N 13°12′40″E / 52.61278°N 13.21111°E
下諾伊恩多夫湖（德語：Nieder Neuendorfer See），是德國的湖泊，位於該國首都柏林，由布蘭登堡州行政區負責管轄，長6公里、寬0.4公里，面積0.09平方公里，平均水深2.5米，最大水深4.5米。